# Larry Lyden
Larry Dale Lyden (ur. 11 listopada 1943 w Minneapolis) – amerykański zapaśnik walczący w stylu klasycznym. Olimpijczyk z Meksyku 1968, gdzie zajął szesnaste miejsce w wadze półśredniej.
Piąty na mistrzostwach świata w 1969 roku.
Zawodnik University of Wisconsin–Oshkosh.

## Letnie Igrzyska Olimpijskie 1968
| Konkurencja          | Rundy eliminacyjne    | Rundy eliminacyjne      | Klas. końcowa |
| Konkurencja          | Przeciwnik I          | Przeciwnik II           | Miejsce       |
| -------------------- | --------------------- | ----------------------- | ------------- |
| 78 kg styl klasyczny | Milan Nenadić (YUG) P | Dimitrios Sawas (GRE) P | 16.           |